# Carnavalito

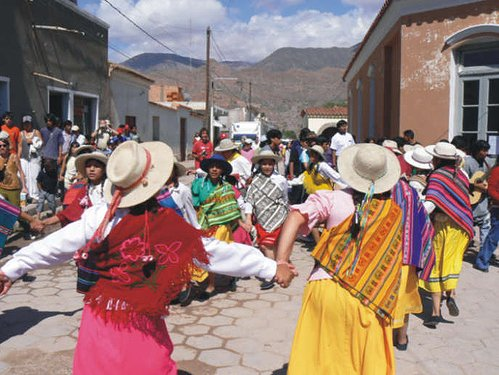
Carnavalito, danza millenaria folkloristica andina; Humahuaca, Jujuy, Argentina.

Il carnavalito è un ballo tradizionale dell'America del sud esistente da prima della colonizzazione spagnola; è stato tramandato fino ai giorni nostri e continua ad essere praticato  nel nord-ovest Argentina (specialmente in Jujuy e Salta) e nella parte occidentale della Bolivia, ma con influenze di altre danze che lo hanno contaminato. In Argentina, si balla in gran parte del nord-ovest (Jujuy, Salta e parte di Tucumán).
La musica che caratterizza il carnevalito (detta Huayno) è caratterizzata dall'impiego di strumenti come la quena e il charango.

## Classificazione
Appartiene al gruppo delle danze collettive; è divertente e deve essere eseguito allegramente e innocentemente, come un gioco tra i partecipanti.

## Coreografie
È una danza realizzata da varie coppie che ballano insieme al tempo della musica.
I danzatori si muovono intorno ai musicisti o in fila. Una donna o un uomo con un fazzoletto in mano si incarica di dirigere le danze. Tutti gli altri seguono la coppia o improvvisano varianti. Le figure sono la ruota, la doppia ruota, la fila libera e altre. È comune "el trote", ovvero una lunga fila formata da coppie di ballerini che si prendono sotto braccio. Altre forme sono "el puente" (il ponte), "las alas" (le ali) e "las calles" (le vie).